# Cambernon
Cambernon település Franciaországban, Manche megyében. Lakosainak száma 693 fő (2022. január 1.). Cambernon Belval, Camprond, Courcy, Coutances, Montcuit, Monthuchon és Saint-Sauveur-Villages községekkel határos.

## Népesség
A település népességének változása:
| Lakosok száma | 720  | 640  | 691  | 698  | 735  | 733  | 710  | 704  | 703  | 693  |
|               | 1968 | 1982 | 1990 | 2006 | 2013 | 2015 | 2017 | 2019 | 2020 | 2022 |